# Mesamphiagrion tepuianum
Mesamphiagrion tepuianum là một loài chuồn chuồn kim trong họ Coenagrionidae.
Mesamphiagrion tepuianum được De Marmels miêu tả khoa học năm 1997.